# Orthodes nimia
Orthodes nimia là một loài bướm đêm trong họ Noctuidae.